# Chrysomphalus ansei
Chrysomphalus ansei är en insektsart som först beskrevs av Green 1916.  Chrysomphalus ansei ingår i släktet Chrysomphalus och familjen pansarsköldlöss.
Artens utbredningsområde är Seychellerna. Inga underarter finns listade i Catalogue of Life.